# Себастиан Стан
Себастиан Стан (на румънски: Sebastian Stan) е румънско-американски актьор. По телевизията е играл Картър Бейзен в „Клюкарка“, принц Джак Бенджамин в „Кралете“, Джеферсън в „Имало едно време“ и Ти Джей Хамънд в „Политически животни“. Последният му спечели номинация за телевизионната награда на критиците за избор за най-добър актьор в поддържаща роля във филм/минисериал.
Стан печели широко признание за ролята си на Бъки Барнс в Marvel Cinematic Universe, започвайки с „Капитан Америка: Първият отмъстител“ от 2011 г., а по-късно и в „Капитан Америка: Зимният войник“ (2014), „Мравец“ (2015), „Капитан Америка: Гражданска война“ (2016), Black Panther (2018), Avengers: Infinity War (2018) и Avengers: Endgame (2019). През 2017 г. изпълнява ролята на Джеф Гилоли в биографичния филм „Аз, Тоня“.

## Биография
Стан е роден на 13 август 1982 г. в Констанца, Румъния. Той заявява, че родителите му са се развели, когато той е бил на две години. Когато е на осем години, Стан и майка му Джорджа Орловски се преместват във Виена, Австрия, където Джорджа е назначена като пианистка след Румънската революция. Четири години по-късно те се преместват в окръг Рокланд, Ню Йорк, след като майка му се омъжва за директора на училище в САЩ. Той е отгледан в Румънската православна църква.
По време на годините на Стан в училището в Рокланд, той участва в продукции, включително Харви, Сирано де Бержерак, Little Shop of Horrors, Over Here!, и West Side Story. Той също така присъства на летния лагер Stagedoor Manor, където участва в много лагерни продукции. Тогава той решава да се отнесе сериозно към актьорството и започва да кандидатства за актьорски програми в няколко университета. Той е приет и посещава училището по изкуства „Мейсън Грос“ от университета „Рутгерс“, което също му дава възможност да прекара една година в чужбина, изучавайки актьорско майсторство в Шекспиров театър „Глобус“.в Лондон, Англия. Става гражданин на САЩ през 2002 г.

## Кариера
След участието си във филма от 1994 г. „Фрагменти на хронологията на случайността“, кариерата на Стан започва сериозно през 2003 г. с роля в „Закон и ред“. Това беше последвано от няколко участия във филми, включително „Сватбата на Тони н Тина“, „Архитектът“ и Заветът, преди той да спечели повтаряща се роля в Клюкарката като Картър Байзен, започвайки през 2007 г. Стан изпълнява главна роля в сериала за 2009 г. Kings като Джак Бенджамин. През 2010 г. той се появява в балетния трилър на Дарън Аронофски, „Черен лебед“ и комедията „Машина на времето“, като антагонист Блейн. През юли 2011 г. той играе ролята на Бъки Барнс във филма „Капитан Америка: Първият отмъстител“, базиран на героя от комиксите на Marvel. Въпреки че това беше първият му филм във франчайза, той не беше част от договора с девет картини, който той има с Marvel Studios. През 2012 г. той участва в трилъра „Отнесени“, свръхестествения филм на ужасите „Привидението“ и започва повтаряща се роля в „Имало едно време като Лудия шапкар“. AV Club определи работата му в Hat Trick, премиерният му епизод, като „отличен“ и постави епизода в списъка им с 30-те най-добри епизода за 2012 г. от сериали, които не попаднаха в топ класацията им. Това първоначално е съобщаван ролята се преработва за спин-оф сериала Имало едно време в страната на чудесата, поради ангажимент на Стан на Marvel Cinematic Вселената, но Едуард Китсиспо-късно разкри следващия месец, че поради реакцията на феновете и уважението към представянето на Стан, персонажът няма да бъде преработен и сериалът ще продължи без персонажа. Същата година той се появява и в минисериала на САЩ „Политически животни“ като проблемния гей син на бившата първа дама, за което е номиниран за телевизионната награда на Critics 'Choice за най-добър поддържащ актьор във филм / Минисериал. През 2014 г. Стан повтори ролята си на Бъки Барнс, който сега се нарича Зимен войник, в първия филм от договора си от девет филма „Капитан Америка: Зимният войник“. През 2015 г. той играе Джошуа Брумел в „Рики и светкавицата“ и участва в „Марсианец“ като учен от НАСА д-р Крис Бек и „Бронз“ като Ланс Тъкър. След това Стан повтори ролята си на Зимен войник в Ant Man през 2015 г., като се появи епизодично, и Капитан Америка: Гражданска война през 2016 г. През 2017 г. Стан участва в ролята на шофьор на NASCAR, Дейтън Уайт, в каперската комедия на Стивън Содърбърг „Логан Лъки“, изобрази Джеф Гилоули в биографичния филм на Крейг Гилеспи „Аз, Тоня“, базиран на живота на Тоня Хардинг, а също така участва в драмата „Не съм тук“.
През 2018 г. Стан отново изобрази ролята на Зимния войник в кинематографичната вселена на Marvel и в „Черната пантера“ като некредитирана камея, и в „Отмъстителите: Война безкрайност“. След това той се появи срещу Никол Кидман в трилъра „Разрушител“. Стан изобразява Чарлз Блекууд в „Винаги сме живели в замъка“, адаптация на едноименния роман на Шърли Джаксън. Първият филм на Стан през 2019 г. е „Avengers: Endgame“, издаден през април, за който той повтори ролята си на Bucky Barnes / The Winter Soldier. Вторият му филм за годината „Краища, началото“, премиера на Международния филмов фестивал в Торонто през септември.
Стан е приложен към редица предстоящи проекти. Той ще играе главната роля Скот Хъфман в драматичния филм за войната във Виетнам „Последната пълна мярка“, който трябва да излезе през януари 2020 г. Освен това Стан ще се появи в понеделник и „Веригата“. През февруари 2019 г. той замени своя звезда от Marvel Крис Евънс в драматичния филм „Дяволът през цялото време“, чиято премиера бе в Netflix през 2020 г. През април 2019 г. Дисни потвърди телевизионен сериал на Marvel с участието на Стан и Антъни Маки, наричан Соколът и Зимният войник, ще бъде излъчен в предстоящата им услуга за стрийминг Disney + през 2020 г. През май 2019 г. Стан се присъедини към актьорския състав на шпионския трилър 355, който започна снимките през юли 2019 г.
През 2024 година играе в "Стажантът" като  Доналд Тръмп, а Ивана Тръмп се изпълнява от Мария Бакалова.

## Личен живот
Стан е кръстникът на Анастасия Соаре, милиардер бизнес дама и главен изпълнителен директор и основател на Анастасия Бевърли Хилс.

### Благотворителна дейност
Стан е поддръжник на много благотворителни организации, като Our Big Day Out, организация с нестопанска цел, базирана в Румъния, която помага на децата да получат по-високо качество на живот. През февруари 2018 г. той благодари на феновете от името на организацията за участието в набирането на средства и осведомеността в Instagram. Друга благотворителна организация, свързана със Стан, е къщата на Роналд Макдоналд. През 2020 г. той се обедини с колегата на Marvel Антъни Маки в присъствието на първата виртуална гала, която благотворителната организация бе домакин. Други благотворителни организации, подкрепяни от Stan, включват „Dramatic Need“ и „Save the Children“.
|  | Тази страница частично или изцяло представлява превод на страницата Sebastian Stan в Уикипедия на английски. Оригиналният текст, както и този превод, са защитени от Лиценза „Криейтив Комънс – Признание – Споделяне на споделеното“, а за съдържание, създадено преди юни 2009 година – от Лиценза за свободна документация на ГНУ. Прегледайте историята на редакциите на оригиналната страница, както и на преводната страница, за да видите списъка на съавторите. ВАЖНО: Този шаблон се отнася единствено до авторските права върху съдържанието на статията. Добавянето му не отменя изискването да се посочват конкретни източници на твърденията, които да бъдат благонадеждни. |